# Drasteriodes nejdicola
Drasteriodes nejdicola är en fjärilsart som beskrevs av Edward P. Wiltshire 1967. Drasteriodes nejdicola ingår i släktet Drasteriodes och familjen nattflyn. Inga underarter finns listade i Catalogue of Life.